# Predrag Ocokoljić
Predrag Ocokoljić (Belgrado, RFS de Yugoslavia, 29 de julio de 1977) es un futbolista internacional serbio. Juega de defensa y su equipo actual es el Anorthosis Famagusta.

## Biografía
Predrag Ocokoljić, que actúa de lateral derecho, empezó su carrera profesional en 1997, en el Radnički Niš. En la temporada siguiente militó en el FK Obilić. Esa campaña el club realiza un gran trabajo quedando subcampeón de Liga.
En 2003 se marcha a Francia, para unirse al Toulouse FC. Debuta en la Ligue 1 el 2 de agosto en el partido Toulouse FC 1-1 Racing Estrasburgo. El 20 de julio de 2004 sufrió una grave lesión de rodilla por la que estuvo apartado de los terrenos de juego 8 meses. Luego jugó en el LB Châteauroux.
En 2007 emigra a Chipre donde se une al AEL Limassol FC. Al año siguiente firma un contrato con su actual club, el Anorthosis Famagusta.
Vida privada
Predrag Ocokoljić está casado con Lidija Veličković, hermana de la cantante serbia Svetlana Raznatovic.

## Selección nacional
Ha sido internacional con la Selección de fútbol de Serbia y Montenegro en 2 ocasiones. Su debut con la camiseta nacional se produjo el 16 de noviembre de 2003 en el partido amistoso Polonia 4-3 Serbia y Montenegro.

## Clubes
| Club                          | País    | Año       |
| ----------------------------- | ------- | --------- |
| FK Radnički Niš               | Serbia  | 1997-1998 |
| FK Obilić                     | Serbia  | 1998-2003 |
| Toulouse Football Club        | Francia | 2003-2005 |
| La Berrichonne de Châteauroux | Francia | 2005-2006 |
| AEL Limassol FC               | Chipre  | 2007-2008 |
| Anorthosis Famagusta          | Chipre  | 2008-2009 |